# Plchov
Plchov är en ort i Tjeckien.   Den ligger i regionen Mellersta Böhmen, i den centrala delen av landet, 40 km nordväst om huvudstaden Prag. Plchov ligger 265 meter över havet och antalet invånare är 167.
Terrängen runt Plchov är huvudsakligen platt, men västerut är den kuperad. Plchov ligger nere i en dal. Runt Plchov är det tätbefolkat, med 343 invånare per kvadratkilometer. Närmaste större samhälle är Kladno, 14,5 km sydost om Plchov. Trakten runt Plchov består till största delen av jordbruksmark.